# Xylotrechus robusticollis
Xylotrechus robusticollis là một loài bọ cánh cứng trong họ Cerambycidae.